# WAGI Museum Schlieren

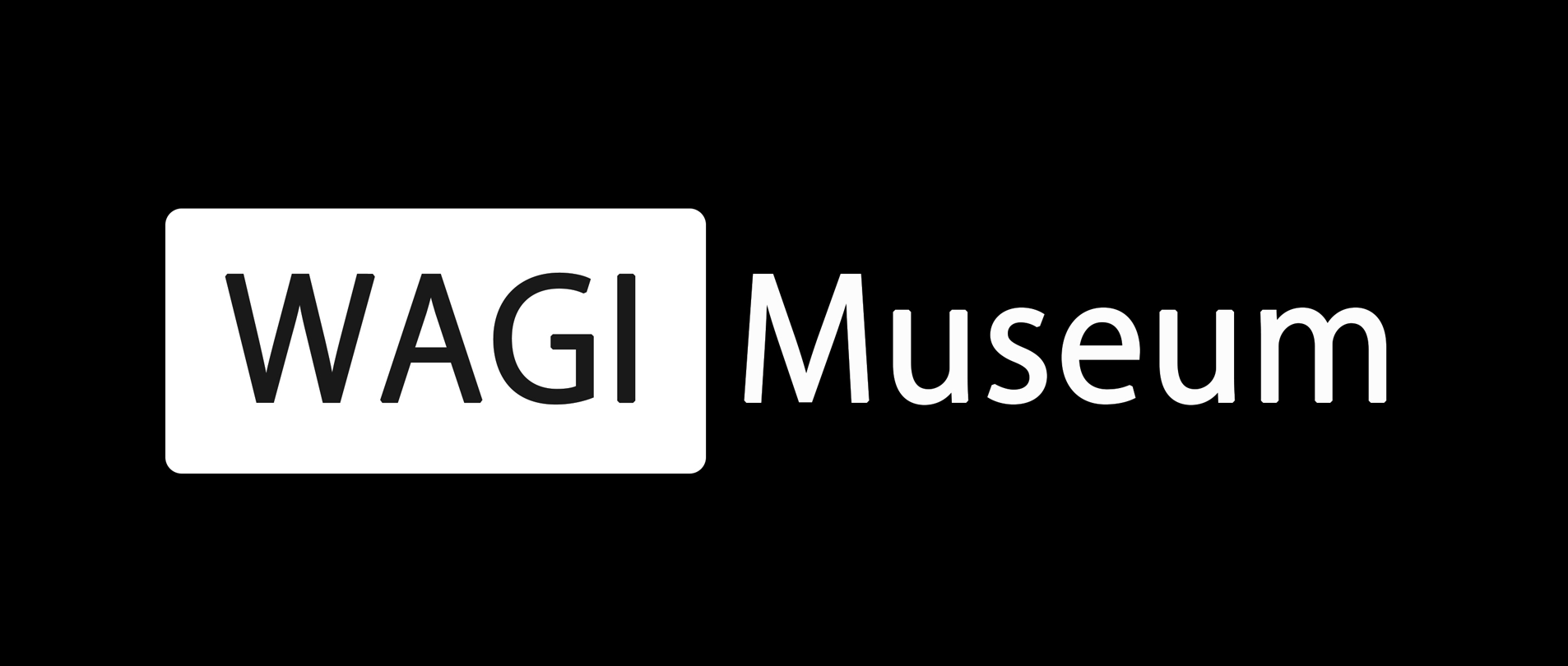
Neues Logo WAGI Museum Schlieren 2021

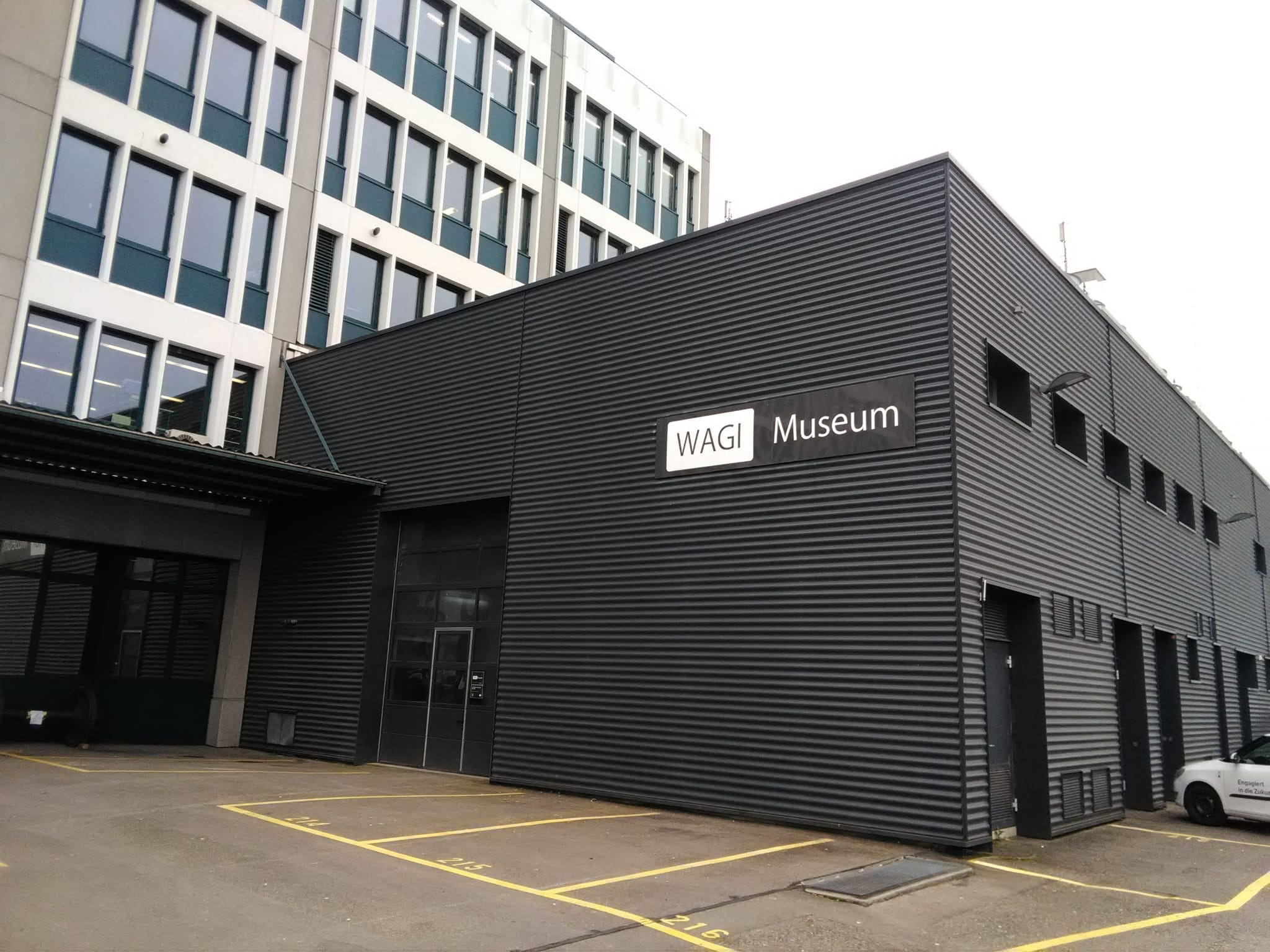
Das WAGI Museum Schlieren am neuen Standort 2021

Das WAGI Museum Schlieren ist ein industriehistorisches Museum in Schlieren im Schweizer Kanton Zürich. Es bewahrt das Erbe der 1985 geschlossenen Schweizerischen Wagons- und Aufzügefabrik AG Schlieren-Zürich (SWS) am Originalschauplatz auf und ist dezentral in Teilen des WAGI-Areals eingerichtet. Mit seinen Ausstellungen soll es die verschiedenen Fabrikationszweige der SWS repräsentieren.

## Geschichte
Der 2007 gegründete Verein Historic Schlieren betreut das historische Erbe der Wagen- und Aufzügefabrik. Er startete mit einem Online-Museum auf seiner Website. Im Jahr 2016 konnte der Verein dank der Trägerschaft aus der Stadt Schlieren und dem Gewerbe- und Handelszentrum GHZ eine geeignete Lokalität auf dem ehemaligen Fabrikgelände der SWS beziehen. Im September 2017 wurde das WAGI Museum der Öffentlichkeit zugänglich gemacht. 2018 schloss es eine Zusammenarbeit mit dem im Aufzugbau tätigen Schindler-Konzern. Bis 2021 soll das WAGI Museum weitere Ausstellungsräume erhalten und in Zusammenarbeit mit der Firma Schindler Holding AG in Schlieren das erste Lift-Museum der Schweiz entstehen. Im März 2018 kündigte das Museum eine Virtual-Reality-App an, mit der künftige Besucher einen Fabrikrundgang im Jahr 1902 nacherleben können.

## Ausstellungen
Das Museum zeigt in einer Dauerausstellung Fabrikutensilien und Fabrikerzeugnisse aus der 90-jährigen Betriebsgeschichte des Unternehmens, das mit dem Markennamen Schlieren den Namen der Stadt in die Welt hinausgetragen hat. Die verschiedenen Themenbereiche widmen sich der einstigen Schweizer Pionierarbeit im Eisenbahnwaggonbau, Aufzug- und Rolltreppenbau sowie dem Karosseriebau der SWS. Auch die Firmengeschichte wird im Museum stark thematisiert.
Die Sammlung des WAGI Museums umfasst rund 6000 Archivalien, Fabrikgegenstände, Fotoarchive und Literatur der ehemaligen SWS. Weite Teile der Archive sind digitalisiert und erfasst. Die Bestände sind – soweit möglich – öffentlich zugänglich und werden sowohl in der permanenten Ausstellung im WAGI Museum Schlieren wie auch als Leihgaben in Ausstellungen in der Schweiz gezeigt. Die Museumssammlung entstammt einer Schenkung der Stadt Schlieren, der Firma Schindler Holding AG sowie privaten Schenkungen oder verschiedenen Ankäufen.

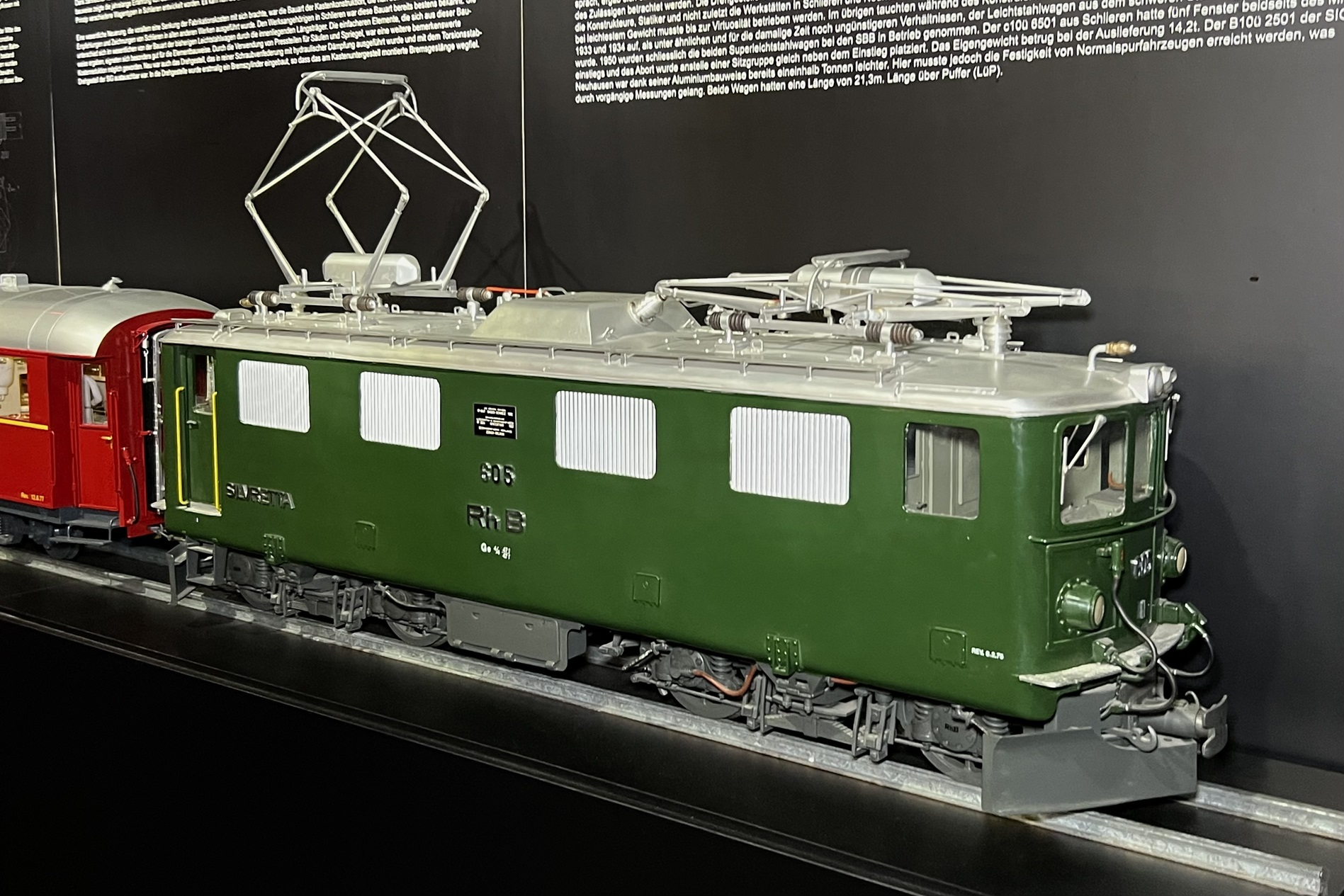
Modell der RhB Ge 4/4I 605 Silvretta, SLM/BBC/MFO, Sammlung WAGI Museum, im Massstab 1:10, 2024
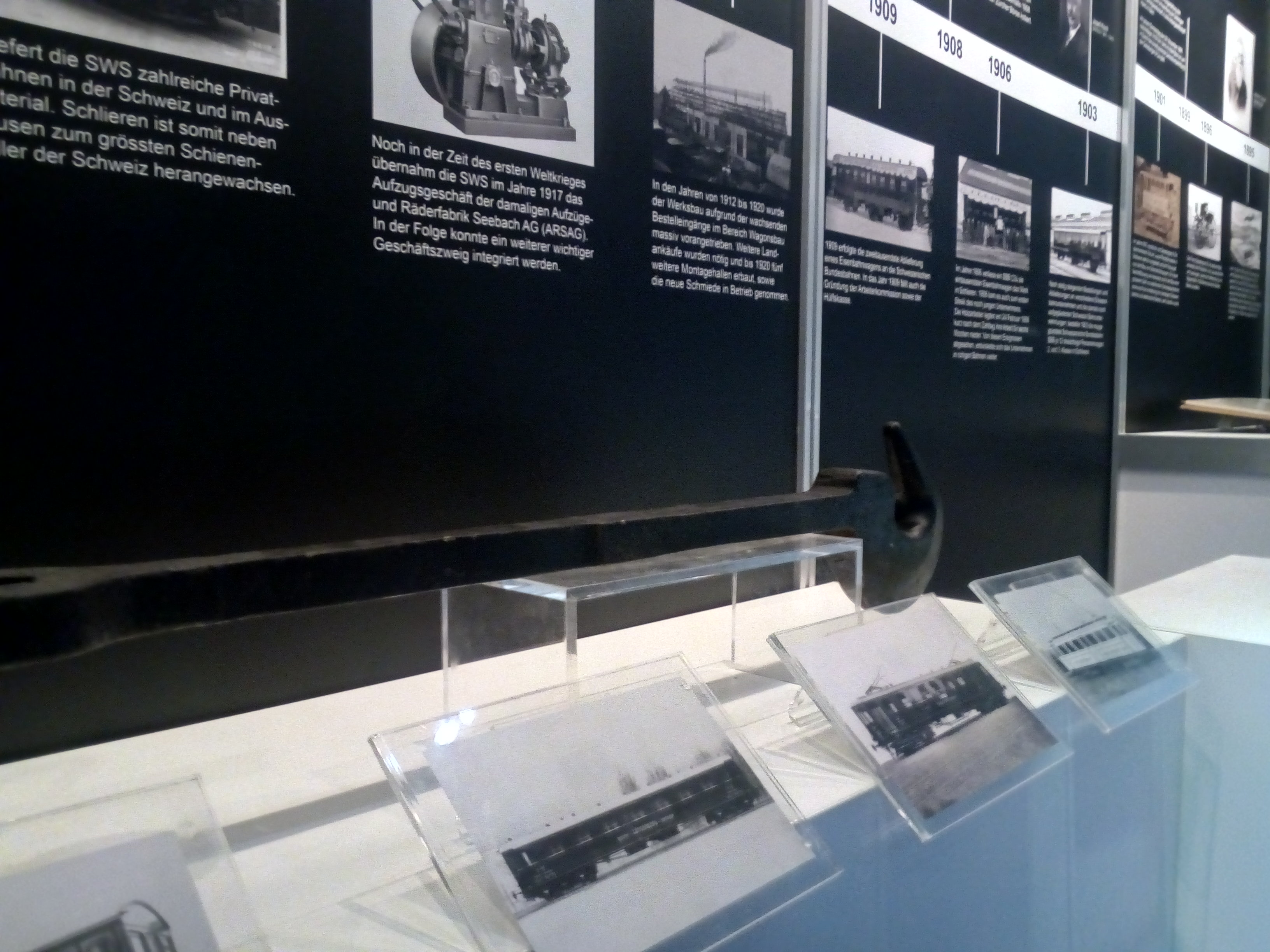
Ausstellung zum Schienenfahrzeugbau, 2019
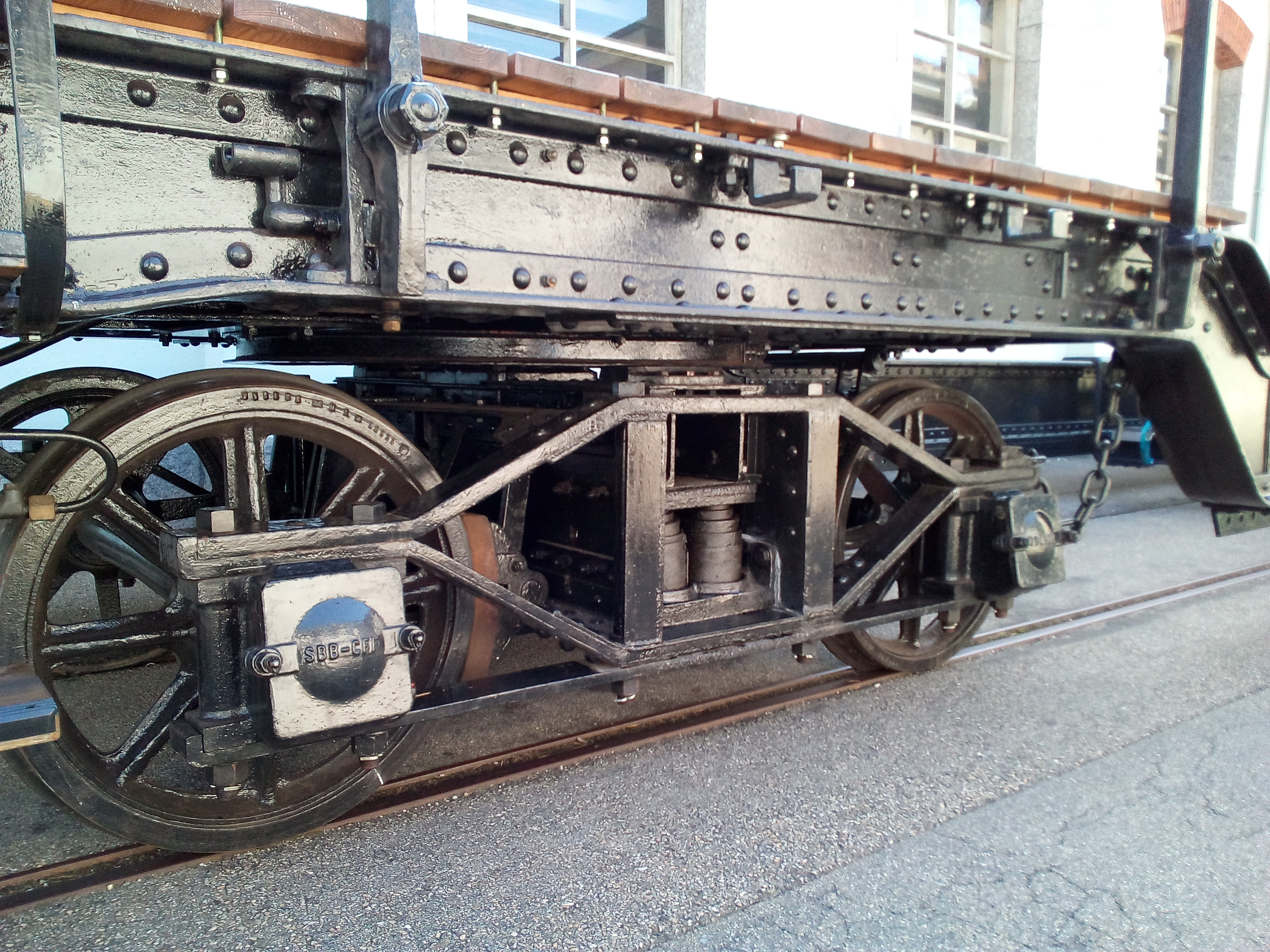
SWS-Eisenbahnwaggon von 1913, 2016
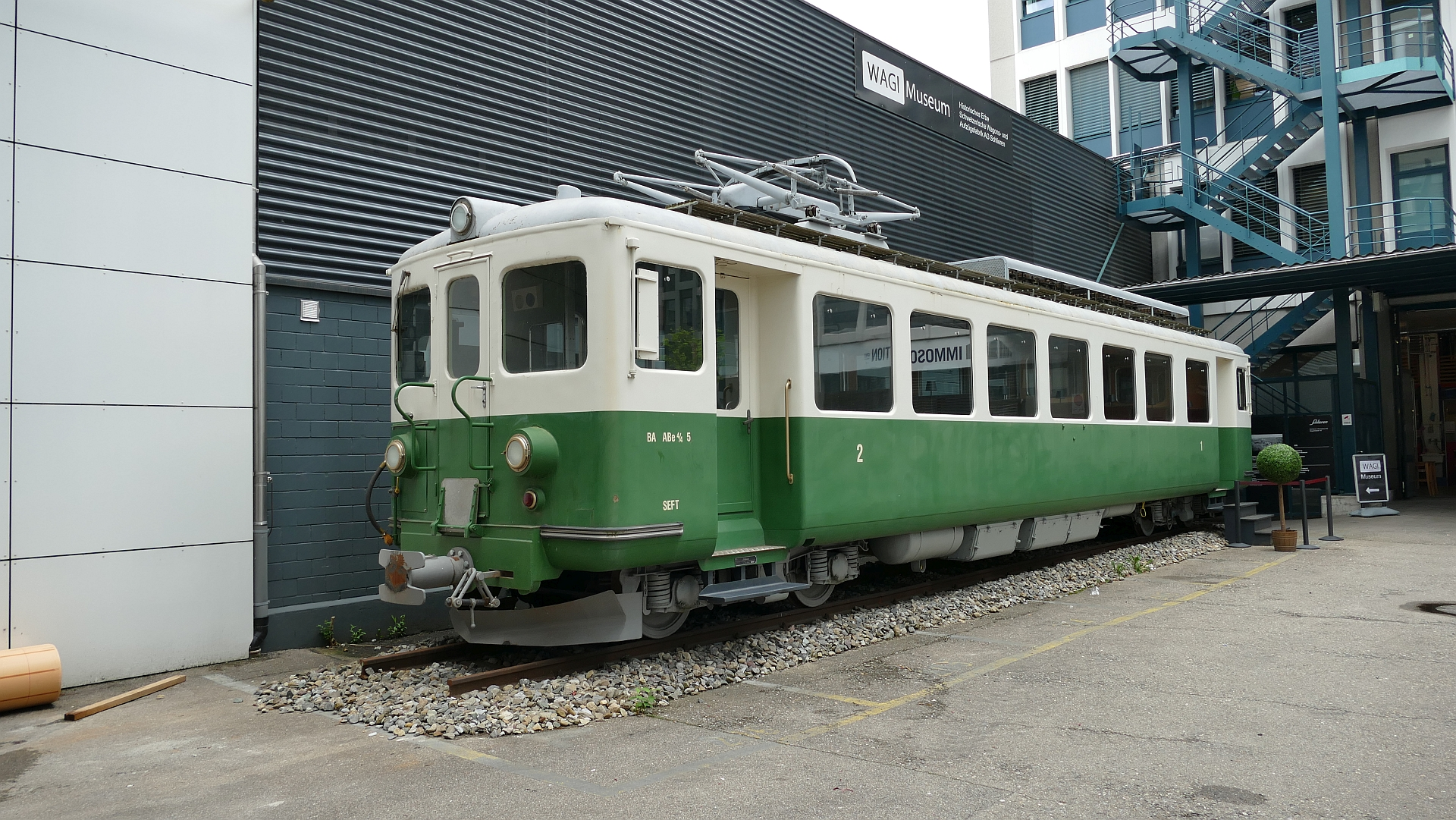
BA ABe 4/4 5, Sammlung WAGI Museum, Wagistrasse 15, 2024
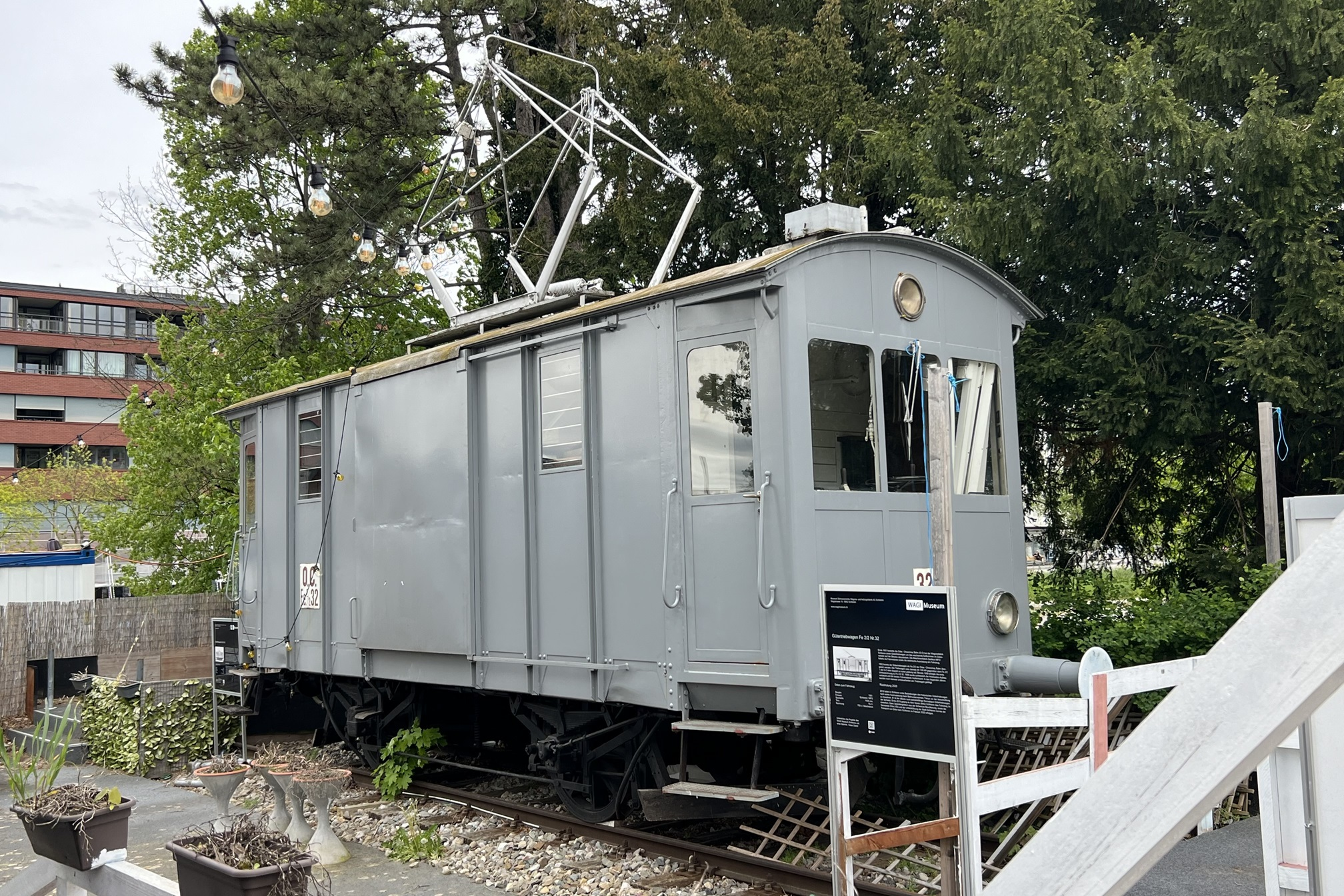
OC De 2/2 32 SWS/MFO, Sammlung WAGI Museum, Teil des Restaurants Sommerbeiz Badenerstrasse 12, 2024